# リレイヤー
『リレイヤー』（Relayer）は、イギリスのプログレッシブ・ロック・バンドであるイエスが1974年に発表した通算8作目のアルバムである、スタジオ・アルバムとしては通算7作目にあたる。

## 解説

### 経緯
1974年6月にリック・ウェイクマンがイエスを脱退した。1973年10月に発表された前作『海洋地形学の物語』に続く本作の構想は既に2月に固まっていたので、ジョン・アンダーソン、スティーヴ・ハウ、クリス・スクワイア、アラン・ホワイトは翌7月からリハーサルを開始した。一方、ウェイクマンの後任にはヴァンゲリスを勧誘したが断られたので、8月にレフュジーのパトリック・モラーツを迎えた。

### 内容
本作はA面に1曲、B面に2曲と、前々作の『危機』と同じ構成を取っている。前作の『海洋地形学の物語』がヒンドゥー教に基づいた幻想的な世界観から起草されていたのに対し、本作はレフ・トルストイの長編小説『戦争と平和』（1865年-1869年）がテーマとなっている。
3曲の収録曲のうち、特にA面を占める「錯乱の扉」とB面の1曲目の「サウンド・チェイサー」では、『危機』や『海洋地形学の物語』の大きな特徴であったシンフォニックな要素が後退し、即興演奏の要素が前面に出ている。テーマの一つが「戦争」であったせいか演奏も音色も攻撃的な印象を与える箇所が多い。ハウが「サウンド・チェイサー」でハードな音色のエレキ・ギターで長いソロを披露しているのも注目に値する。モラーツが心酔していたジャズやラテン音楽の要素もかなり色濃く出ている。
「錯乱の扉」の最後の部分が編集され、「スーン」(Soon）としてシングル発表された。

### 評価
本作は人気者のウェイクマンが脱退した後の作品で、彼がイエスにもたらしたシンフォニックな要素が後退して、収録曲のメロディ・ラインやハーモニーに無調の感覚が多かった事もあって、発表後しばらくの間は評価が低かった。

## 収録曲
A面
1. 錯乱の扉 - "The Gates of Delirium" (21:55)

B面
1. サウンド・チェイサー - "Sound Chaser" (9:25)
2. トゥ・ビー・オーヴァー - "To Be Over"　(9:08)

### リマスター盤
2003年にCDのリマスター盤が発売された。音質の向上が図られている他、以下の3曲のボーナス・トラックが追加収録されている。
1. スーン (シングル・エディット) - "Soon (Single version)"
2. サウンド・チェイサー (シングル・エディット) - "Sound Chaser (Single version)"
3. 錯乱の扉 (スタジオ・ラン・スルー) - "The Gates of Delirium (Studio run-through)"

### リミックス盤
2014年 リミックス盤発売[CD/DVD-Audio・CD/Blu-rayデジパック仕様]。"2014 ステレオミックス(24bit/96khz)"、"2014 5.1chサラウンドミックス(24bit/96khz)"が制作され、オリジナルステレオミックス(24bit/192khz)・別ヴァージョン・シングルエディット・スタジオランスルー・ライブ・デモ等の音源が収録されている。

## パーソネル
イエス
- ジョン・アンダーソン – ボーカル、アコースティックギター、ピッコロ、パーカッション
- スティーヴ・ハウ – ギター、エレクトリック・ギター、ペダル・スティール、エレクトリック・シタール、バッキング・ボーカル
- クリス・スクワイア  – ベース、バッキング・ボーカル
- パトリック・モラーツ – キーボード、ピアノ、エレクトリックピアノ、ハモンドオルガン、ミニモーグ、メロトロン
- アラン・ホワイト – ドラムス、パーカッション